# Powiat samborski (II Rzeczpospolita)
Powiat samborski – powiat województwa lwowskiego II Rzeczypospolitej. Jego siedzibą było miasto Sambor. Rozporządzeniem Rady Ministrów z dnia 7 stycznia 1932 zniesiono powiat starosamborski z dniem 1 kwietnia 1932, a jego terytorium włączono do powiatu samborskiego.

## Starostowie
- Stanisław Hawrot (1928)[3]
- Kazimierz Lenczewski (lata 20./30.)[4][5][6]

Zastępcy
- Władysław Petzelt (1929-1932)[7][8]

## Gminy wiejskie w 1934 r.
- gmina Barańczyce
- gmina Biskowice
- gmina Błażów
- gmina Dorożów
- gmina Dublany
- gmina Felsztyn
- gmina Horodyszcze
- gmina Kalinów
- gmina Bylice
- gmina Sambor
- gmina Stary Sambor
- gmina Sąsiadowice
- gmina Stara Sól

## Miasta
- Chyrów (1932-34)[9]
- Sambor
- Stara Sól (1932-34)[10]
- Stary Sambor (od 1932)[11]